# Distrikt Acas
Der Distrikt Acas liegt in der Provinz Ocros in der Region Ancash in West-Peru. Der Distrikt wurde am 2. Januar 1857 gegründet. Er hat eine Fläche von 255 km². Beim Zensus 2017 wurden 703 Einwohner gezählt. Im Jahr 1993 betrug die Einwohnerzahl 451, im Jahr 2007 812. Die Distriktverwaltung befindet sich in der 3689 m hoch gelegenen Ortschaft Acas mit 362 Einwohnern (Stand 2017). Acas liegt knapp 10 km südöstlich der Provinzhauptstadt Ocros.

## Geographische Lage
Der Distrikt Acas liegt in der peruanischen Westkordillere im zentralen Südosten der Provinz Ocros. Der Río Pativilca fließt entlang der südöstlichen und südlichen Distriktgrenze nach Westen. Die Quebrada Caurajin sowie der Unterlauf des Río Ocros bilden die nördliche und westliche Distriktgrenze. 
Der Distrikt Acas grenzt im Südwesten an den Distrikt Cochas, im Nordwesten an den Distrikt Santiago de Chilcas, im Nordosten an die Distrikte San Cristóbal de Raján und Carhuapampa sowie im Südosten an die Distrikte Manás (Provinz Cajatambo) und Ámbar (Provinz Huaura).